# 盖马尔
盖马尔（法語：Guémar，法語發音：[ɡemaʁ] ⓘ），法国东北部市镇，位于大东部大区上莱茵省，隶属于科尔马-里博维莱区，其市镇面积为18.22平方公里，2022年1月1日时人口数量为1,464人，在法国城市中排名第7,285位。
盖马尔位于上莱茵省北部，伊尔河左岸，其北侧与下莱茵省接壤，多条公路在此交汇。

## 地名来源
“Guémar”一名最初于公元768年以“Ghosmari”的形式被记载，该名称可能出自日耳曼人名“Gozzomar”，亦可能转写自“Garimar”，后者意为“因长矛而闻名”。
盖马尔所处区域历史上通行阿尔萨斯语，“Guémar”对应的阿尔萨斯语拼写为“Gemer”，其对应的读音为“[ge:mər]”。1871至1918年间，盖马尔被德意志帝国统治，当地官方名称曾改为德语“Gemar”。

## 历史

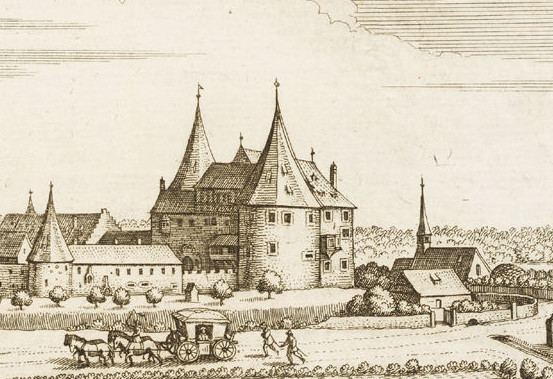
17世纪时的盖马尔城堡

盖马尔的早期历史尚不清楚。根据阿尔萨斯旅游局网站的论述，盖马尔最初于公元768年被提及，彼时该区域为米尔巴克修道院的一处领地。1298年，盖马尔开通内河航运，此后当地成为一处葡萄酒转运码头。1369年，盖马尔获得市镇宪章。三十年战争期间，盖马尔境内的“上盖马尔”教堂遭到破坏，其所处堂区与“下盖马尔”合并。法国大革命后，盖马尔成为上莱茵省科尔马区的一个市镇。工业革命期间，途径盖马尔境内的斯特拉斯堡—圣路易铁路建成通车。普法战争结束后，盖马尔及其所处的阿尔萨斯-洛林地区被划入德意志帝国，盖马尔被划入新设立的拉波尔茨韦勒县。一战结束后，盖马尔及阿尔萨斯-洛林地区根据《凡尔赛条约》重归法国，并被划入里博维莱区。第二次世界大战期间，盖马尔遭到严重破坏，当地70%的建筑物被毁。战后盖马尔逐渐恢复重建。
在地方文化研究方面，盖马尔地方文化爱好者奥古斯特·科贝尔莱（Auguste KOEBERLÉ）先生于2023年7月出版了《各个年代的盖马尔》（Guémar à travers les âges）一书。

## 地理

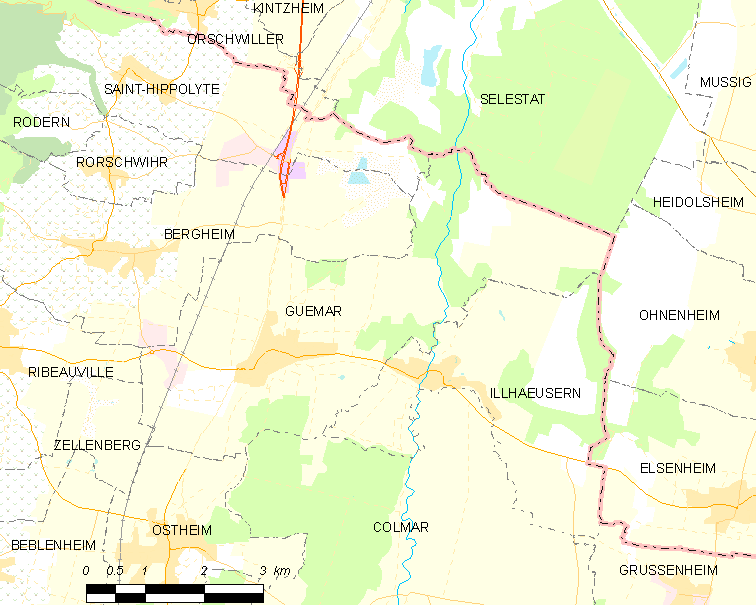
盖马尔市镇范围地图

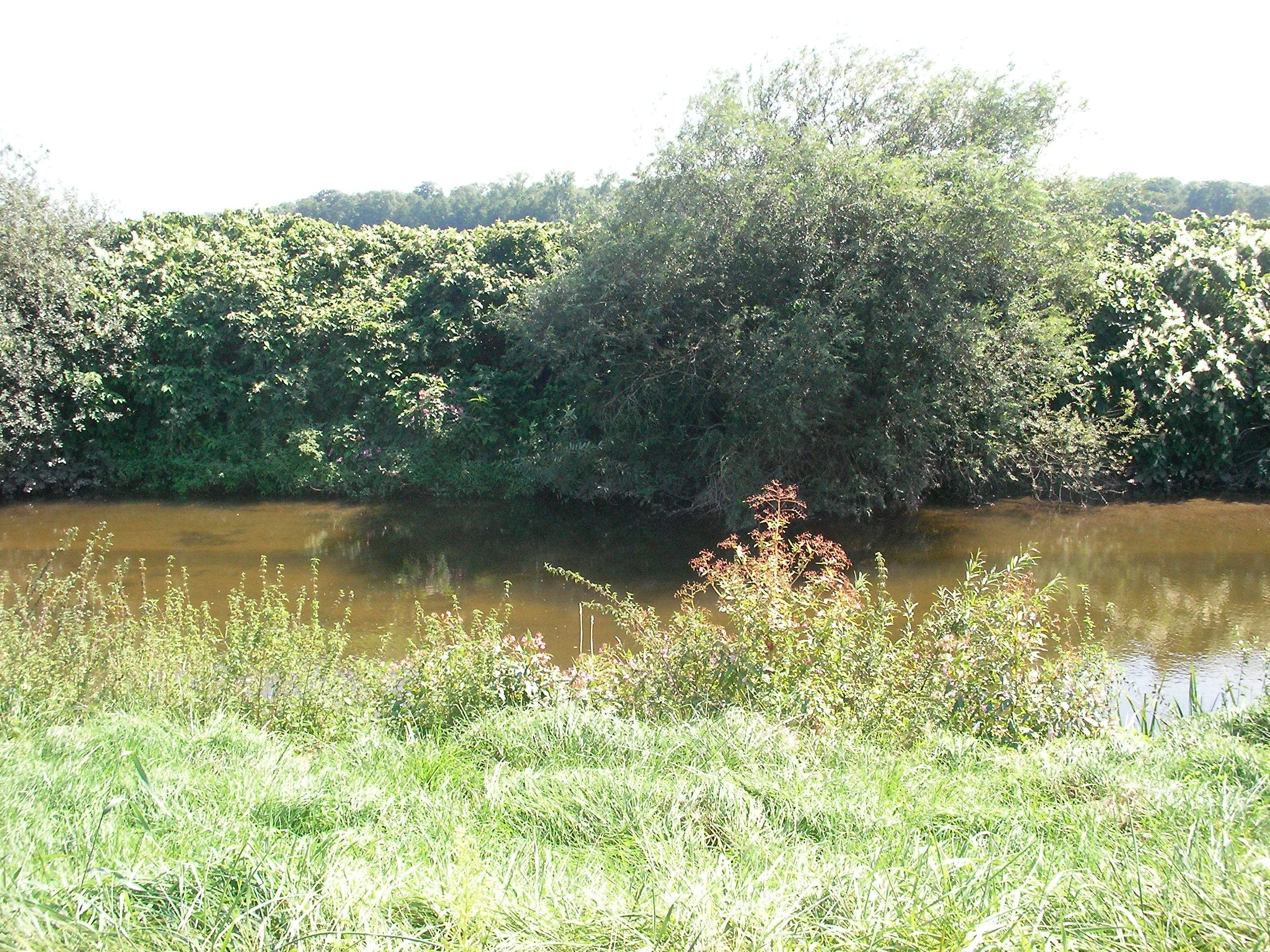
流经盖马尔的费什特河

盖马尔位于法国东北部，大东部大区东部和上莱茵省北部，距离省会科尔马大约14公里。与盖马尔接壤的市镇包括：贝尔盖姆、科尔马、伊勒伊瑟恩、奥斯泰姆、里博维莱、圣伊波利特、塞莱斯塔和泽朗贝格ref name=geo/>。

### 地形
盖马尔位于莱茵河凹地腹地，孚日山东麓前方的冲积平原上，境内以平原为主，市镇中心地势较为平坦，全境海拔在172到193米之间。

### 水文
盖马尔位于莱茵河流域范围内，伊尔河自南向北流经市镇范围东部，其左岸支流费什特河自西南向东流经镇中心，另有其左岸二级支流Lohbach在此与费什特河交汇。

### 植被
盖马尔属于温带阔叶混交林区，林地多分布于河流附近，市区东侧和南侧均为盖马尔市属森林（Forêt communale de Guémar）。
在鲜花城市的评比中，盖马尔被评为3星级鲜花城市。

### 气候
盖马尔在柯本气候分类法中属于带有一定大陆性气候特征的温带海洋性气候（Cfb）。

## 行政区划
盖马尔的市镇编号为68113，邮政编号为68970。
在行政管理方面，盖马尔隶属于法国大东部大区上莱茵省科尔马-里博维莱区；在地方选举方面，盖马尔隶属于圣玛丽欧米讷县，其市镇范围全境被划入上莱茵省第二选区；在社会管理方面，盖马尔是里博维莱地区市镇公共社区的组成部分。
截至2024年8月，盖马尔市镇范围内暂无任何城市敏感街区及城市政策优先街区。
法国国家统计与经济研究所（简称“INSEE”）在进行数据统计时，未将盖马尔划入任何城市核心区（Unité urbaine）及城市区（Aire urbaine）。自2020年起，盖马尔被划入包含95个市镇的科尔马城市辐射区。此外，INSEE还将盖马尔市镇整体看作一个“块区”（IRIS），以便于统计人口分布情况。

## 交通

### 公路
法国国道N83线（快速公路）和上莱茵省省道D106线在盖马尔境内交汇。大东部大区城际客运（商业名称为“Fluo”）下属的城际客运68R017线经停盖马尔，可通往科尔马、里博维莱等地。
2020年，88.2%的盖马尔家庭拥有至少一辆私人汽车。2020年，盖马尔境内共发生各类交通事故1起，造成1人受伤。
| 18 | 4 |

| 科尔马 | 14 |

| 塞莱斯塔 | 11 |

| 里博维莱 | 6.5 |

### 铁路
距离盖马尔最近的运营中的客运铁路车站为10公里外的塞莱斯塔站，该站停靠前往斯特拉斯堡、莫尔塞姆和米卢斯三个方向的区域列车，以及少量直通巴黎的高速列车。

### 航空
盖马尔距离史特拉斯堡机场的公路里程大约55公里。

### 城市公共交通
截至2024年8月，盖马尔暂无城市公共交通系统。

## 政治

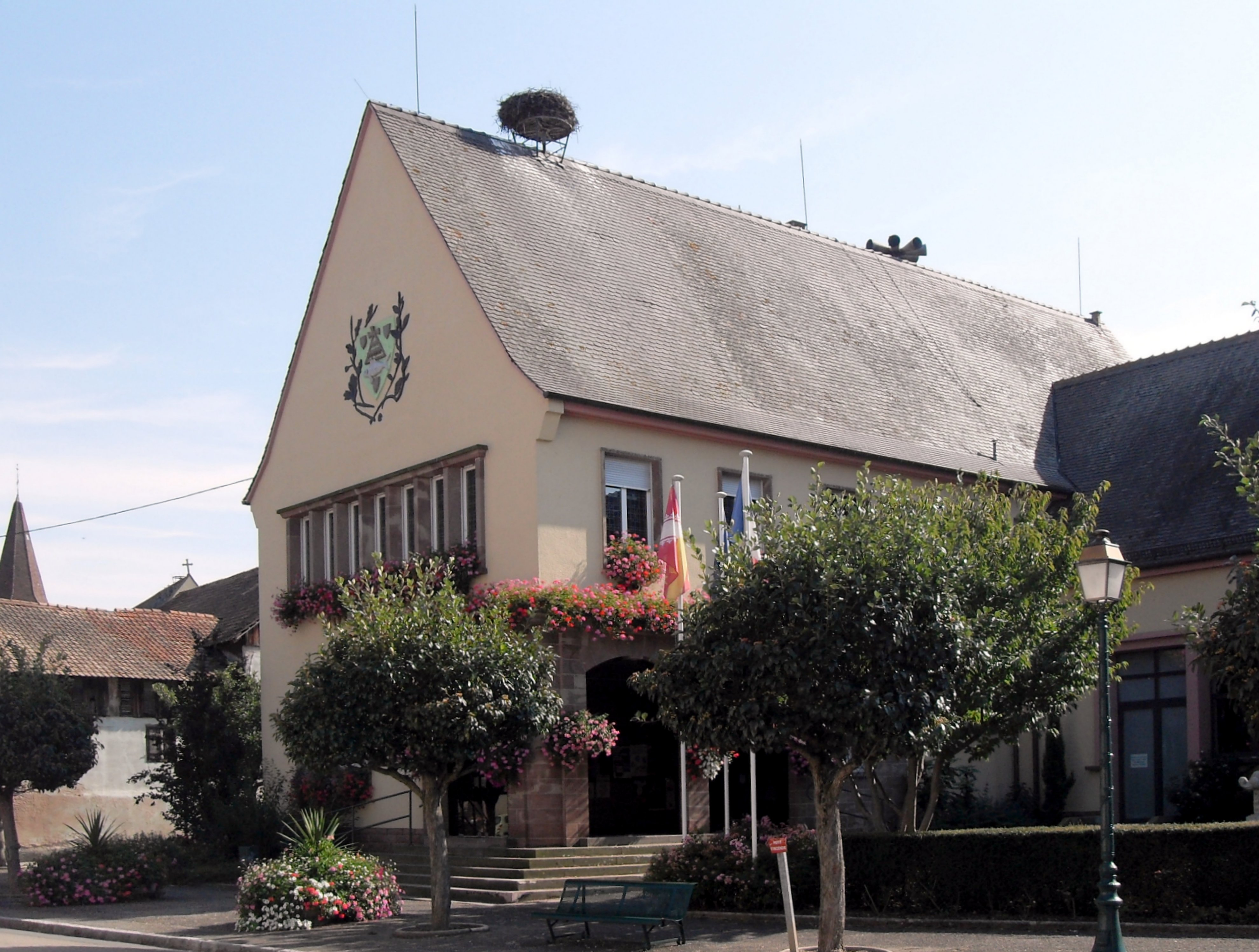
盖马尔市政厅

盖马尔的现任市长为翁贝托·斯塔米勒先生（Umberto STAMILE），他是共和党的一名成员，在2020年的市政选举中获得了100.00%的支持率（无其他候选人）。
在2022年的法国总统大选的第二轮选举中，法国第25任总统埃马纽埃尔·马克龙在盖马尔获得了50.35%的支持率。

## 人口
2021年，盖马尔市镇人口数量为1,438，在法国排名第7,285位。其中男性717人，女性715人，75岁及以上人口占7.6%，外籍人口数量为74人，人口密度为79人/平方公里，当地居民被称为（男性）或（女性）。Nssces(2022)年，盖马尔境内出生18人，死亡人口12人。
| 盖马尔1900年－2021年人口变化情况 |
|                                  |
| 数据来源：Cassini、INSEE         |

## 经济
截至2024年8月，盖马尔市镇范围内共有各类用人单位（包含自雇）254家，平均历史为18年，均为中小型企业（PME），2024年6月至8月间，当地的经济活力指数为0。

## 财政与居民收入
2022年，盖马尔的财政收入总额为1,264,090欧元，财政支出总额为1,001,220欧元，当年的债务总额为1,205,910欧元。2022年，盖马尔市镇通过增值税获得30,840欧元的收入，此外当地还共获得了78,780欧元的国家直接财政补助。
| 盖马尔居民收入情况                               | 盖马尔居民收入情况 | 盖马尔居民收入情况    | 盖马尔居民收入情况 |
| 内容                                             | 盖马尔             | 法国                  | 统计年份           |
| ------------------------------------------------ | ------------------ | --------------------- | ------------------ |
| 征税家庭总数                                     | 605                | 1,081（法国市镇平均） | 2022年             |
| 居民平均月收入                                   | 2,805欧元          | 2,435欧元             | 2022年             |
| 高级职员人均月收入                               | 不详               | 4,331欧元             | 2021年             |
| 中级职员人均月收入                               | 不详               | 2,470欧元             | 2021年             |
| 普通职员人均月收入                               | 不详               | 1,801欧元             | 2021年             |
| 贫困率                                           | 不详               | 14.5%                 | 2020年             |
| 青壮年（15至64岁）失业率                         | 6.9%               | 7.4%                  | 2020年             |
| 征税家庭数量占比                                 | 58.3%              | 45.5%                 | 2020年             |
| 家庭年均纳税                                     | 3,228欧元          | 4,393欧元             | 2022年             |
| 资料来源：INSEE、L'Internaute、Le Journal du Net |                    |                       |                    |

## 社会事务

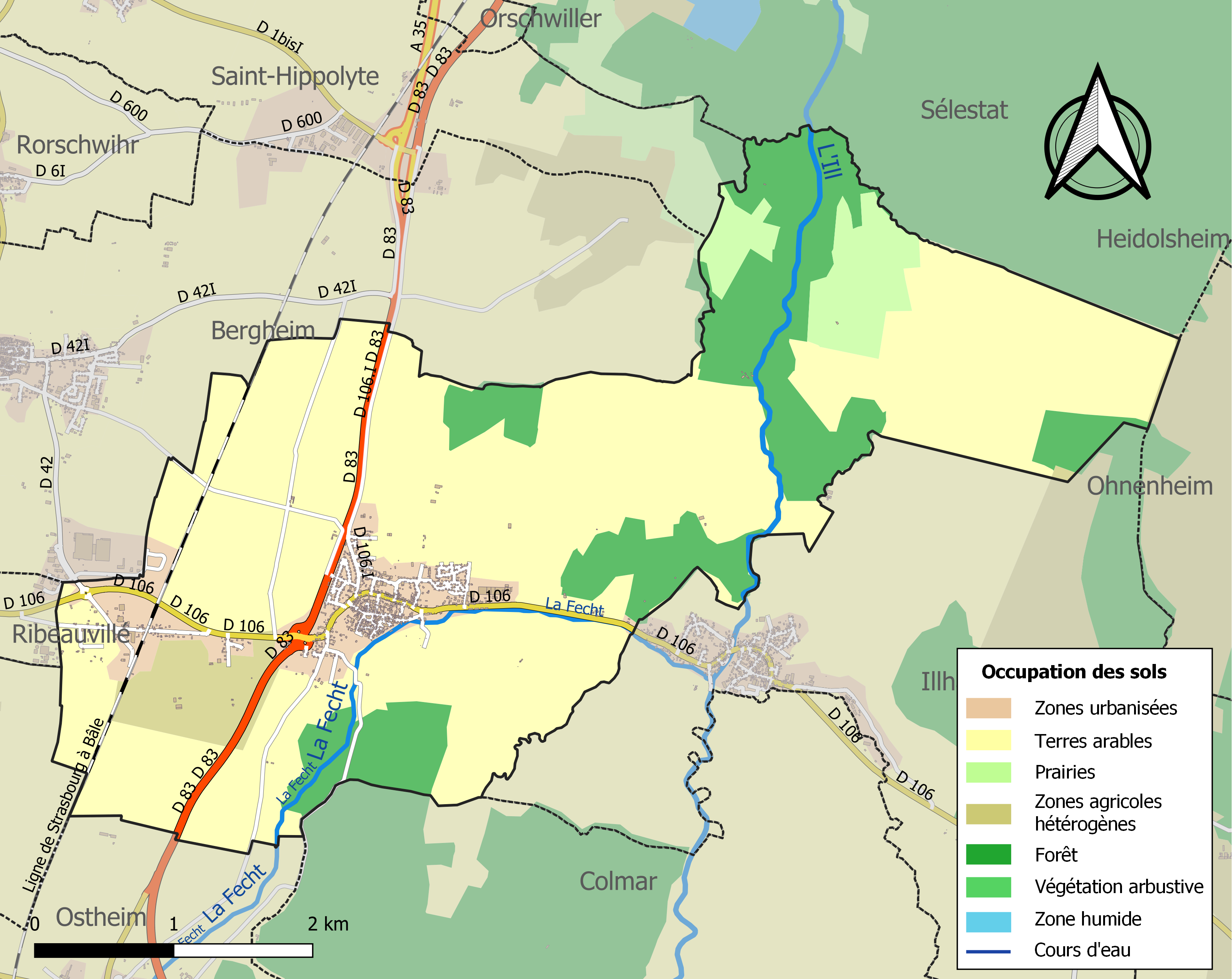
盖马尔土地利用情况地图

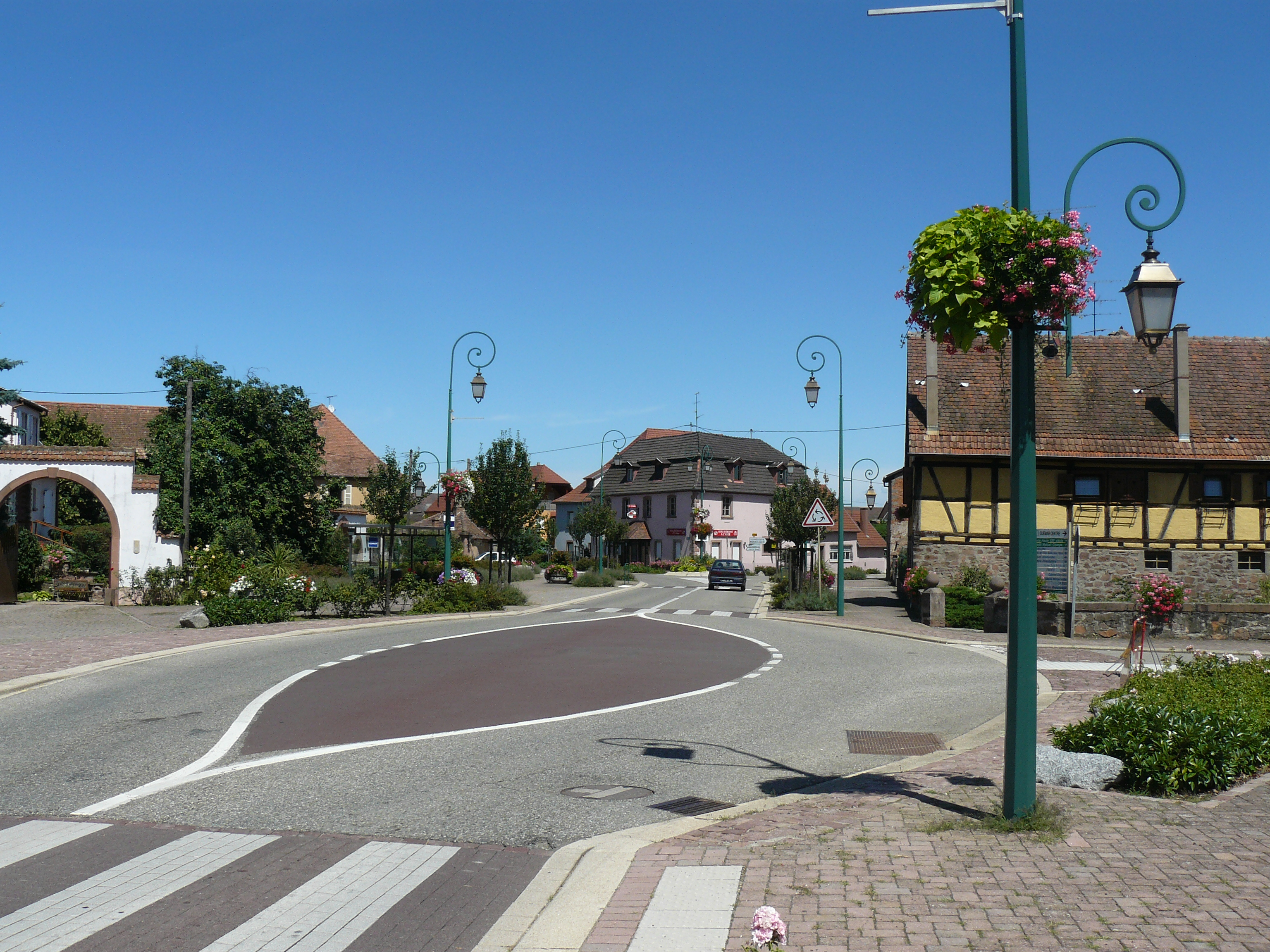
塞莱斯塔街

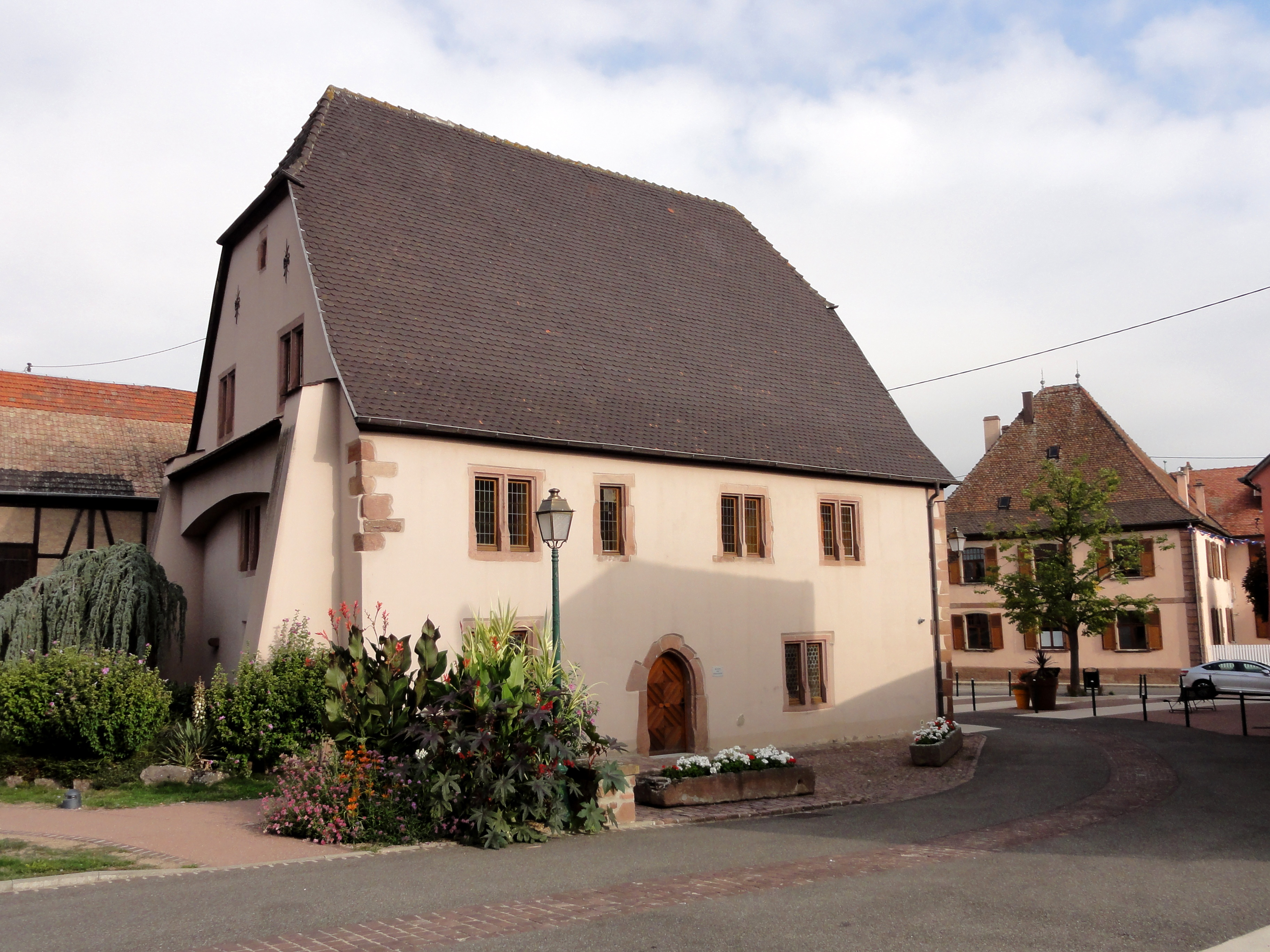
一处传统民居

### 教育
盖马尔属于斯特拉斯堡学区。截至2021年1月1日，盖马尔境内共有1所小学。

### 医疗
截至2021年1月1日，盖马尔境内共有全科医生2名、保健师2名和牙医1名。
距离盖马尔最近的区域性医疗机构为塞莱斯塔-奥贝奈中心医院（Centre Hospitalier de Sélestat-Obernai），其主病区医院位于塞莱斯塔市区西侧，距离盖马尔市区的正常车程大约11分钟，该院设有床位220个。

### 住房
2020年，盖马尔境内共有各类住房659套，其中77.1%为独立式住宅，22.8%为集中式住宅。常住房屋占盖马尔市镇范围内居民建筑总量的92.4%。
在住房保障政策方面，2022年，盖马尔境内共有28户家庭获得了住房经济补助，受益人数占总人口数量的1.9%，其中23份为房租补助。

### 商业
2021年，盖马尔境内共有各类实体商铺30家，其中餐厅2家、大型超市1家、杂货店1家、银行门店1家、美容美发店2家、汽车维修店2家。

### 体育
2021年，盖马尔境内共有1间体育馆、5处网球场以及1处足球或橄榄球场。
截至2024年8月，盖马尔体育会（AS Guémar，编号508349）是盖马尔境内唯一的一家注册足球俱乐部，成立于1927年，其主队2024至2025赛季参加大东部大区足球联赛丙组（法国第八级别），其位于盖马尔的主场为市政球场（Stade Municipal）。

### 环境
盖马尔的环境事务由其所属的里博维莱地区市镇公共社区联合各级政府协调负责。2021年，盖马尔境内暂无污染企业。

### 治安
盖马尔及其附近的共90个市镇是科尔马国家宪兵队（zone gendarmerie de Colmar）的管辖范围。2020年，该宪兵队累计记录各类案件2,811起，其中盗窃类案件1,165起，经济类案件500起，毒品交易类案件198起。

## 文化

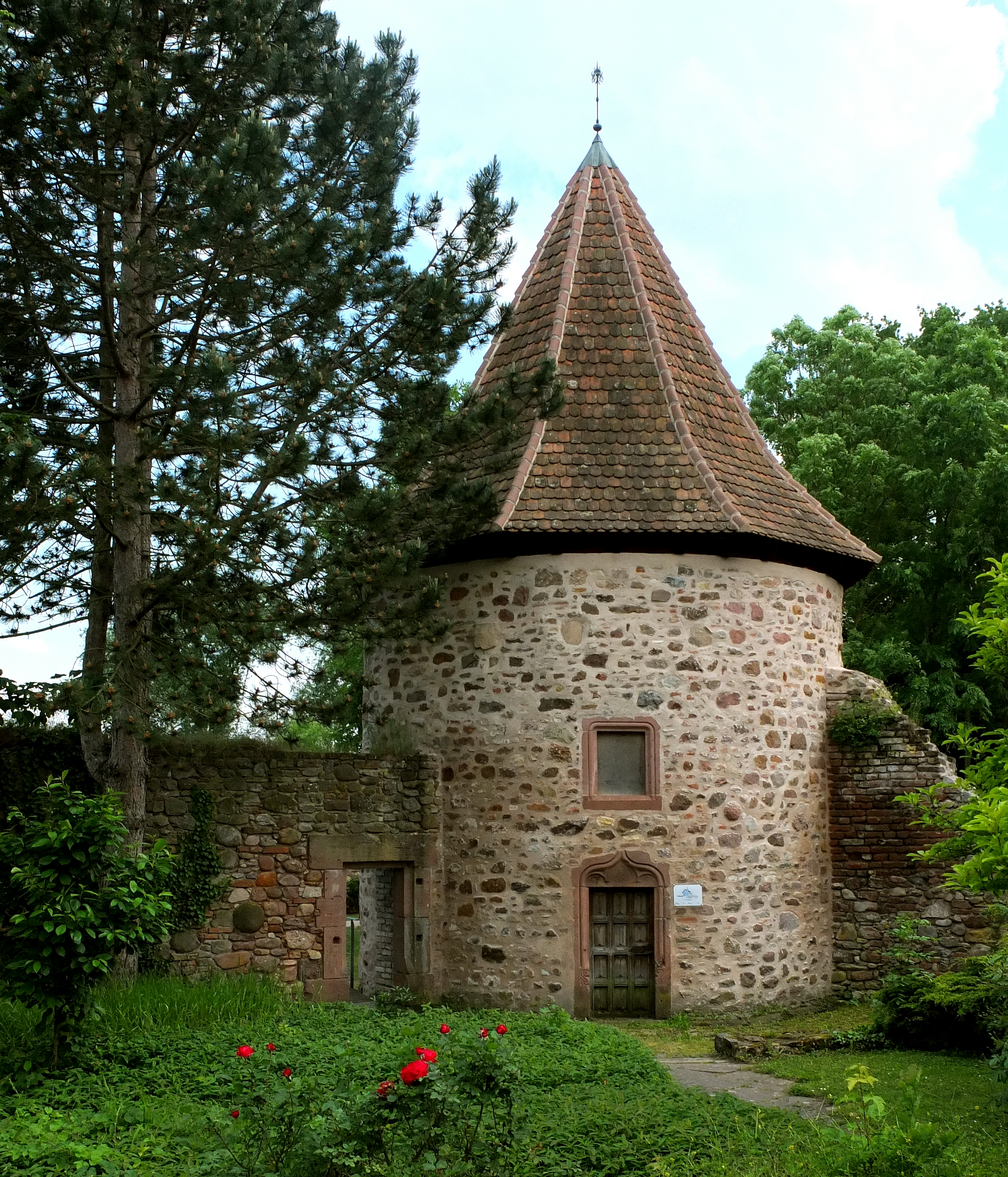
盖马尔城墙碉楼

2021年，盖马尔境内暂无任何文化设施。盖马尔境内建有市政图书馆（Bibliothèque municipale），每周四下午向公众开放。

### 建筑
盖马尔境内有多处历史建筑，其中盖马尔城墙、盖马尔防御工事遗址等为法国国家文物保护单位。

### 旅游
盖马尔的旅游事务由其所属的里博维莱地区市镇公共社区联合各级政府协调负责。2023年，盖马尔境内共有1家酒店共计20间房间。

### 媒体
法国主要的媒体均可在盖马尔接收，法国电视三台下属的大东部大区频道在部分时段播出盖马尔所在上莱茵省的地方新闻。《阿尔萨斯报》、《阿尔萨斯最新消息》、阿尔萨斯电视台、蓝色法兰西阿尔萨斯广播等是当地主要的地方性媒体。

## 相关人物
法国宗教改革家莱奥·朱德出生于盖马尔。

## 友好城市
截至2024年8月，盖马尔共与一座城市建立了友好城市关系：
- 多尔多涅省 加尔多讷